# European Rover Challenge

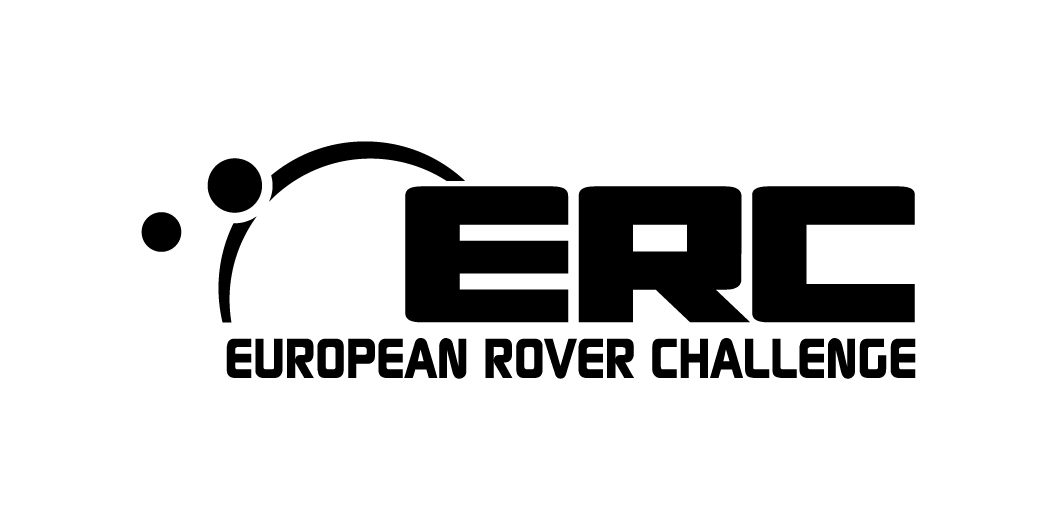
Logo European Rover Challenge

European Rover Challenge, (ERC, ERC Space & Robotics) – coroczne międzynarodowe zawody robotów marsjańskich, w których biorą udział drużyny z całego świata. Konkurs organizowany jest od 2014 roku w Polsce.
ERC to największe wydarzenie robotyczno-kosmiczne w Europie skierowane do świata nauki i biznesu, sektora nowych technologii oraz do szerokiej publiczności. Zawody European Rover Challenge, podobnie jak University Rover Challenge, należą do Rover Challenge Series – ligi najbardziej prestiżowych zawodów robotycznych na świecie.

Głównym trzonem ERC jest międzynarodowy konkurs robotów marsjańskich, w którym uczestniczą studenci, absolwenci i pracownicy naukowi uczelni wyższych z całego świata. Drużyny złożone są z kilkunastu osób, które przez dwanaście miesięcy ciężko pracują nad przygotowaniem w pełni funkcjonalnego robota marsjańskiego nowej generacji. W skład każdego z zespołów wchodzą m.in. specjaliści od mechatroniki, automatyki, robotyki, autonomiczności, łączności czy nawigacji. Towarzyszą im działy związane z administracją, zarządzaniem zespołem, promocją i finansami. 

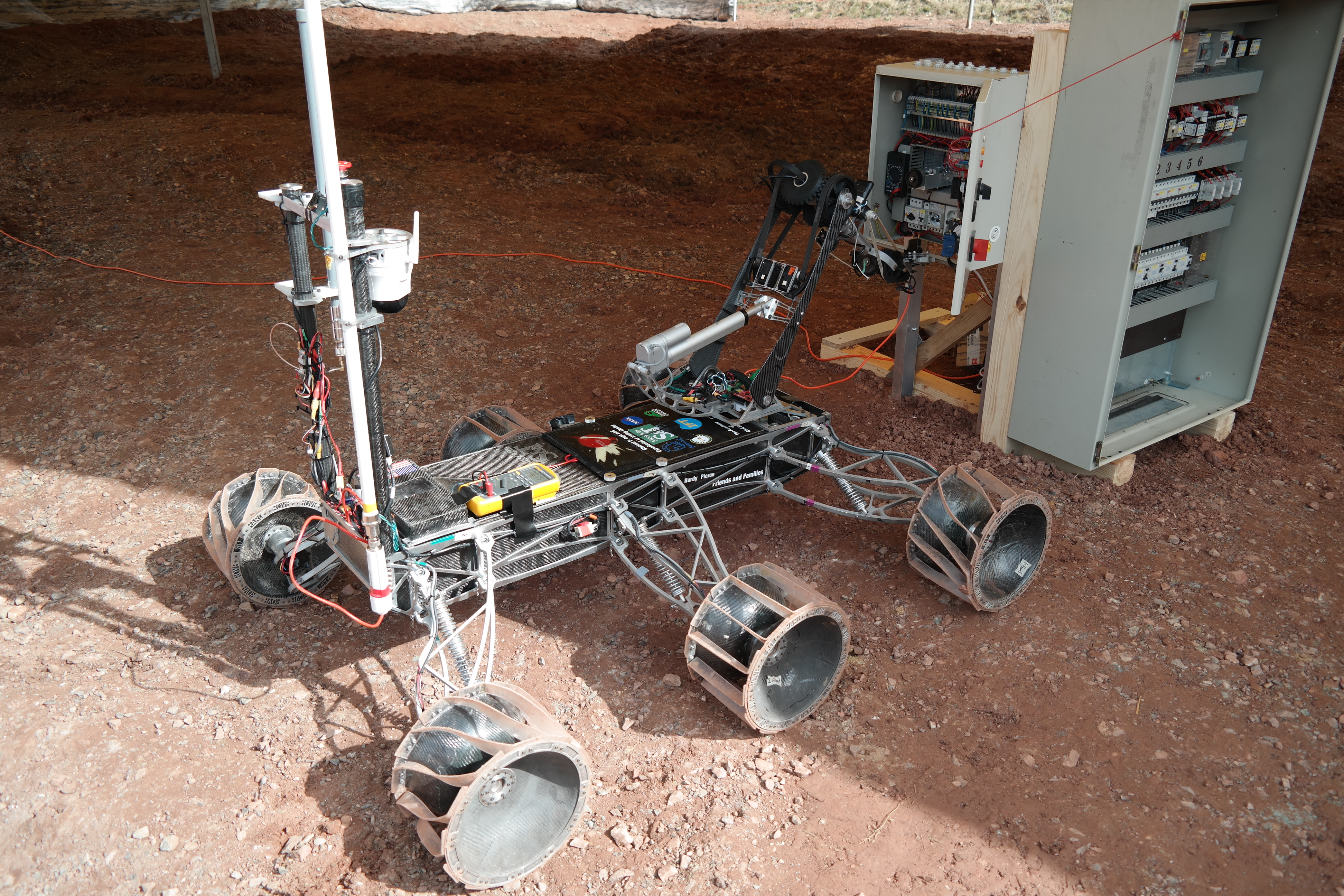
Robot marsjański podczas jednej z konkurencji inżynieryjnych

Tradycyjnie zawodom towarzyszą wydarzenia skierowane do szerokiej publiczności, takie jak: Strefa Inspiracji, prelekcje eksperckie i pokazy filmów o tematyce kosmicznej. Dla uczestników związanych z sektorem kosmicznym organizowane są warsztaty i spotkania o charakterze merytorycznym i mentoringowym, panele i debaty.
W 2020 roku zawody ERC przeprowadzone zostały w nowej formule REMOTE (zdalnej), w której zawodnicy z kilku kontynentów zdalnie sterowali robotem poruszającym się fizycznie po torze zlokalizowanym na kampusie Politechniki Świętokrzyskiej w Kielcach.
Od 2021 roku konkurs po raz pierwszy odbył się zarówno w formule REMOTE (zdalnej), jak i ON-SITE (stacjonarnej).

## Formuła zdalna (REMOTE)
Zespoły biorące udział w zawodach będą korzystać z tego samego sprzętu, a ich zadaniem będzie wykazanie swoich umiejętności w zakresie rozwoju oprogramowania, planowania misji, zarządzania ryzykiem i innych kompetencji miękkich.
Podczas fazy przygotowania do Zawodów, zespoły otrzymują dostęp do modeli 3D i dokumentacji technicznej sprzętu oraz do podstawowego oprogramowania wraz ze środowiskiem symulacyjnym do wykorzystania podczas pracy nad oprogramowaniem. W ciągu roku zaplanowano trzy przejazdy próbne, podczas których zespoły połączą się z prawdziwymi urządzeniami w konfiguracji podobnej do zastosowanej w Zawodach, aby przetestować swoje rozwiązania.

### Robot mobilny Leo Rover
Leo Rover to standardowy robot mobilny wykorzystywany w formule zdalnej zawodów ERC2021. Wszystkie zespoły uczestniczące w zawodach korzystają z tego samego robota, i używają własnego oprogramowania przeznaczonego do wykonania zadań.
Leo Rover to niewielki, czterokołowy robot mobilny o wymiarach ok. 41x46 cm i wadze ok. 6,5 kg (7,8 kg z ładunkiem). Robot pracuje w systemie Ubuntu z ROS Melodic. W formule zdalnej zawodów ERC, Leo Rover wyposażony jest w specjalny ładunek umożliwiający działanie autonomiczne i wykonywanie zadań oraz urządzenia sieciowe zapewniające szerokopasmowe połączenie z Internetem o niskim opóźnieniu.

### Konkurencje (formuła REMOTE)[2]
1. Simulation Task – To proste zadanie wraz z raportem wstępnym, stanowi część procesu kwalifikacyjnego. Zespoły mają za zadanie nagrać krótki materiał wideo z ekranu (maks. 2 minuty) pokazujący:
  - Symulację Leo Rover: Krótki przejazd robotem Leo Rover przez otoczenie Mars Yard w symulacji Gazebo – im bardziej zaawansowane funkcje zostaną pokazane i wykorzystane, tym lepszy wynik (np. jazda półautonomiczna, zdalne sterowanie przy pomocy kontrolera, itp.),
  - Symulacja ramienia robota: Krótki pokaz ruchu ramienia robota UR3.
2. Science Task – Celem zadania jest przygotowanie i wykonanie prostego naukowego planu eksploracji w środowisku Mars Yard (Mapa geologiczna środowiska Mars Yard zawierająca spójną geologiczną interpretację „miejsca lądowania”; krótki opis geologicznej historii obszaru; hipoteza dotycząca geologii środowiska Mars Yard, która może być przetestowana przez wykonanie fotografii w określonej lokalizacji środowiska Mars Yard).
3. Navigation Task – Celem nawigacyjnej części zadania jest bezpieczne przeprowadzenie łazika Leo Rover przez teren Mars Yard, odwiedzenie wszystkich punktów kontrolnych i dostarczenie do nich odpowiednich sond.
4. Maintenance Task – Zadanie polegające na zdalnej obsłudze robotycznego ramienia. Najważniejszym celem zadania jest zlokalizowanie i wyłączenie wadliwych elementów urządzenia podczas procedury konserwacji oraz podłączenie dodatkowego czujnika do zewnętrznej obudowy urządzenia w celu jego monitorowania. Zespół będzie musiał manipulować przyciskami umieszczonymi na panelu urządzenia, włożyć czujnik do obudowy, znaleźć wadliwy element i go wyłączyć. Szerokie wymagania mają zwiększyć poziom trudności zadania. Na każdym komponencie zamontowane będą markery ArUco, umożliwiające zespołom i programom rozpoznanie odpowiednich elementów i urządzeń.
5. Presentation Task – To zadanie umożliwia zespołom przedstawienie się i prezentację swoich projektów. Członkowie jury powinni dowiedzieć się, w jaki sposób zespół pracował nad projektem, jakie rozwiązania techniczne zastosowano w łaziku (formuła stacjonarna) lub w oprogramowaniu (formuła online), poznać podejście zespołu do rozwiązywania poszczególnych zadań w konkursie (np. projekt elektromechaniczny, algorytmy – w wersji stacjonarnej i online) i sposoby rozwiązywania problemów, które pojawiły się podczas opracowywania projektu (czego zespół się nauczył). Zespół powinien także przygotować się na sesję pytań i odpowiedzi i rozmowę z sędziami.

## Formuła stacjonarna (ON-SITE)
W formule stacjonarnej, drużyny przez dwanaście miesięcy ciężko pracują nad przygotowaniem w pełni funkcjonalnego robota marsjańskiego wg wymagań postawionych przez organizatora. W skład każdego z zespołów wchodzą m.in. specjaliści od mechatroniki, automatyki, robotyki, autonomiczności, łączności czy nawigacji. Towarzyszą im działy związane z administracją, zarządzaniem zespołem, promocją i finansami.
Celem zawodów jest zademonstrowanie i ocena osiągnięć i zaproponowanych rozwiązań. Wszystkie zadania zaprojektowano tak, aby wyeliminować czynnik „szczęścia”, zatem zespoły powinny starannie się przygotować do ich wykonania.

### Konkurencje (formuła ON-SITE)[2]
1. Science Task – Celem zadania jest przygotowanie i wykonanie prostego naukowego planu eksploracji w środowisku Mars Yard (Mapa geologiczna środowiska Mars Yard zawierająca spójną geologiczną interpretację „miejsca lądowania”; krótki opis geologicznej historii obszaru; hipoteza dotycząca geologii środowiska Mars Yard, która może być przetestowana przez wykonanie fotografii w określonej lokalizacji środowiska Mars Yard).
2. Navigation Task – Celem zadania jest wykazanie zdolności systemu do wykonania pół- lub całkowicie autonomicznego przejazdu. Zadaniem zespołu jest opracowanie projektu, który zostanie stopniowo przekształcony we w pełni autonomiczny system, który dokonuje przejazdu, a po drodze gromadzi istotne dane.
3. Probing Task – Celem tego zadania jest wykazanie zdolności systemu do pobierania i przenoszenia próbek ze skrytki łazika do lokalizacji wybranych przez zespoły w Zadaniu Naukowym. Zadaniem zespołu jest dotarcie do miejsc zaznaczonych na mapie, wyjęcie sond z pojemnika na pokładzie łazika i umieszczenie ich w określonych lokalizacjach.
4. Maintenance Task – Celem tego zadania jest wykazanie zdolności łazików przy obsłudze różnych elementów zamontowanych na panelu. Zespół musi wykorzystać manipulator łazika do ustawiania przełączników w wymaganej pozycji, pomiaru parametrów elektrycznych, ustawiania innych elementów panelu i obserwowania informacji zwrotnych ze wskaźników.
5. Presentation Task – Drużyny w określonym czasie mają zaprezentować swój zespół, poszczególne etapy powstawania projektu oraz największe wyzwania, z jakimi musiały się zmierzyć podczas konstrukcji robota. Członkowie zespołu muszą też być przygotowani na ewentualne pytania jurorów.

Udział w zawodach ERC umożliwia studentom projektowanie, budowanie i testowanie wydajności ich robotów, a następnie rywalizację z innymi zespołami z całego świata. Zadania przygotowane dla zespołów oparte są na prawdziwych misjach zaplanowanych i wykonanych przez NASA czy ESA.

W przeciwieństwie do innych tego typu zawodów, w trakcie ERC zabronione jest korzystanie z nawigacji GPS, a członkowie drużyn kierujący robotami nie widzą ich – korzystają jedynie z podglądu widoku kamery robota. 

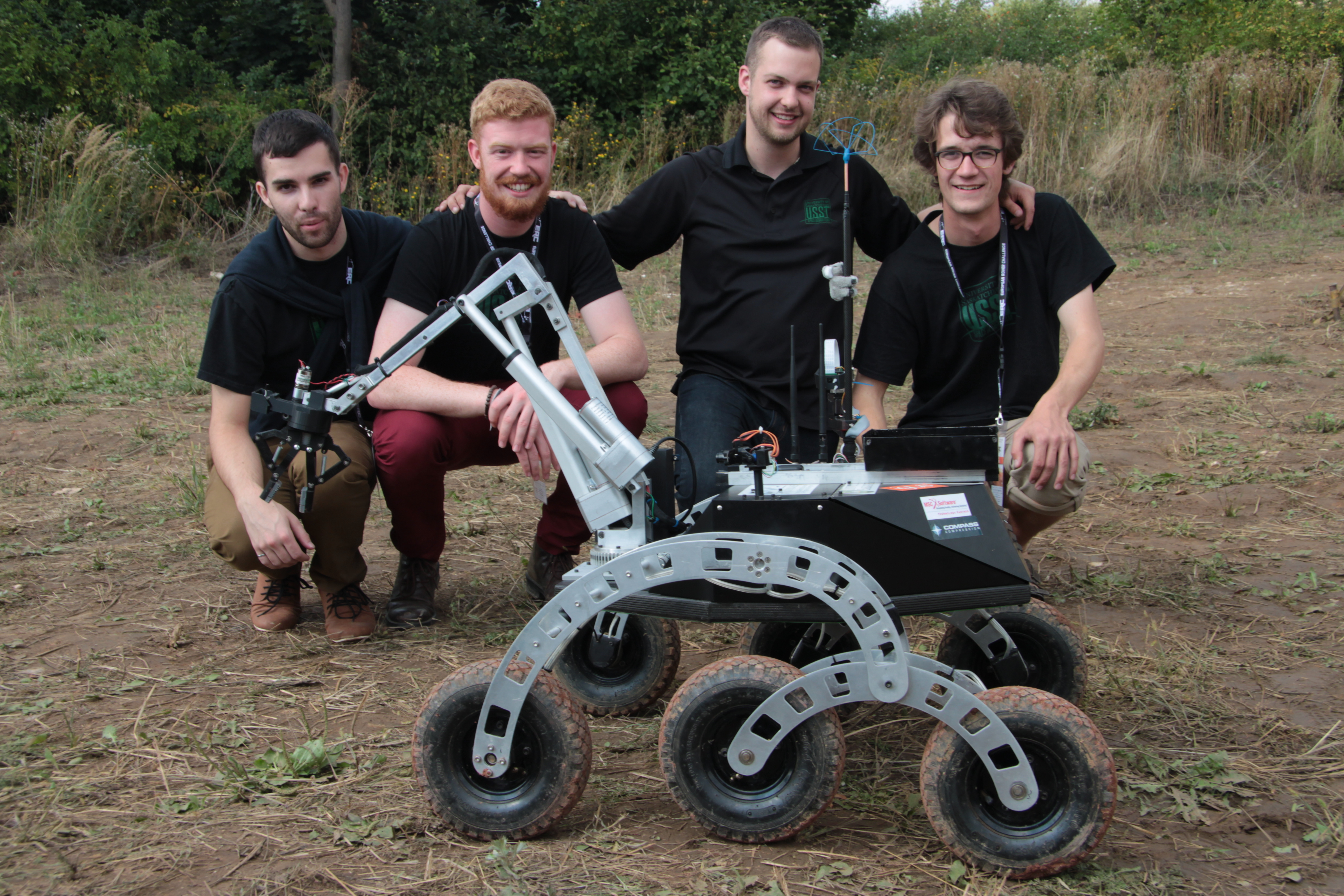
Zwycięska drużyna II edycji (Saskatchewan, Kanada) z łazikiem

## Historia konkursu
Zawody European Rover Challenge organizowane są od 2014 roku. Plan organizacji pierwszej edycji wydarzenia został ogłoszony podczas International Space Week, a jego pomysłodawcy od początku zakładali międzynarodowy charakter i szeroki zasięg zawodów.

### I edycja (5–7 września 2014)

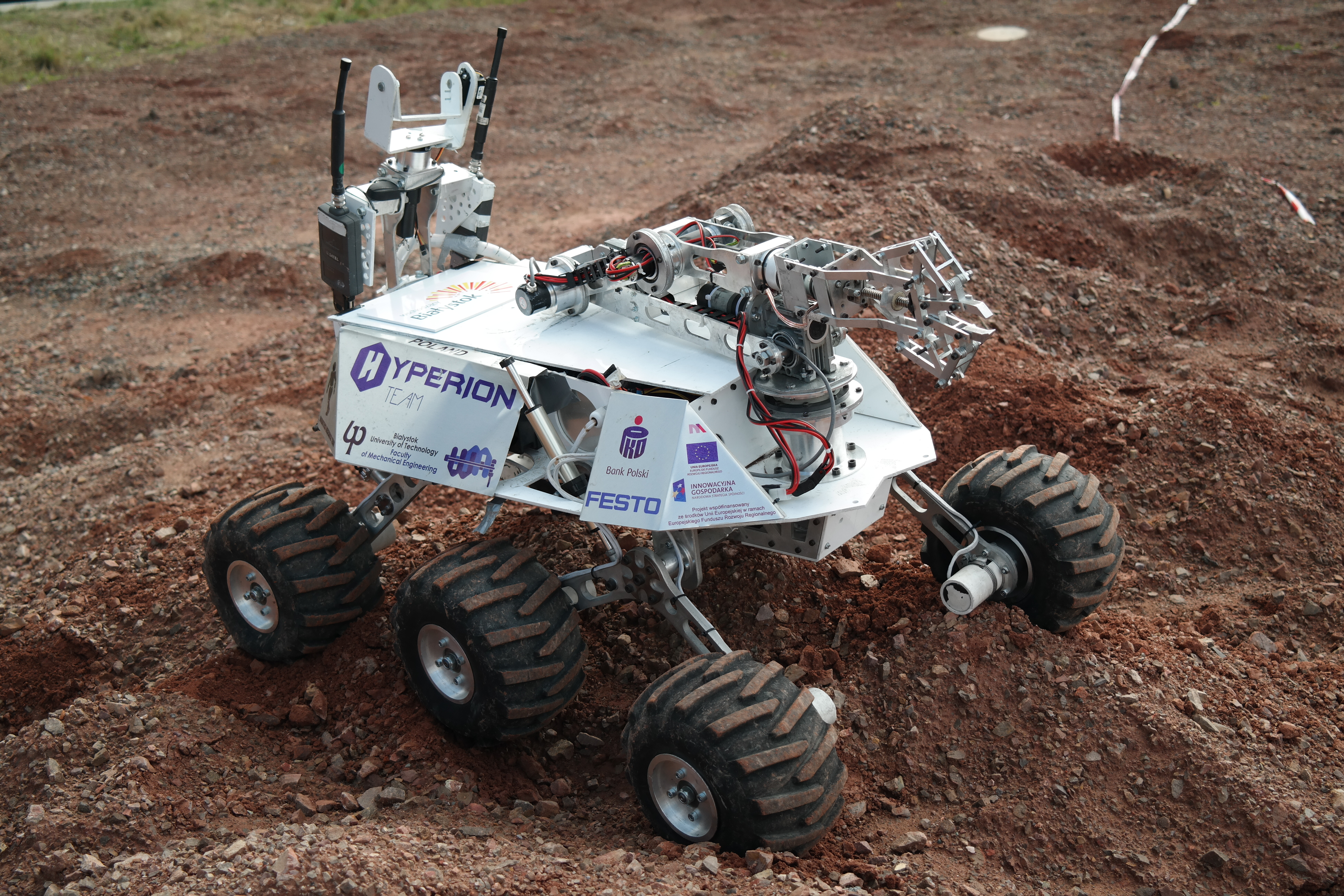
Pozakonkursowy pokaz Hyperiona 2

Pierwsza edycja ERC została rozegrana na terenie Regionalnego Centrum Naukowo-Technologicznego w Podzamczu Chęcińskim, k. Kielc w Województwie Świętokrzyskim. W zawodach zmierzyło się dziewięć drużyn z Polski, Litwy, Indii i Egiptu i Kolumbii. Wśród gości znaleźli się: profesor Scott Hubbard – były szef NASA AMES oraz Robert Zubrin – założyciel The Mars Society.
Zwycięzcy:
- I miejsce: SCORPIO, Wrocław, Polska
- II miejsce: IMPULS, Kielce, Polska
- III miejsce: Lunar and Mars Rover Team, Kair, Egipt

W trakcie wydarzenia dokonano oficjalnego otwarcia Regionalnego Centrum Naukowo-Technologicznego, na terenie którego miały miejsce zawody.

### II edycja (4–6 września 2015)
Druga edycja zawodów również odbyła się na terenie Regionalnego Centrum Naukowo-Technologicznego. W zawodach wzięło udział 29 zespołów, m.in. z: USA, Australii, Indii, Kolumbii, Holandii, Egiptu, Polski oraz Kanady. Gośćmi specjalnymi drugiej edycji byli m.in. ostatni człowiek na Księżycu, astronauta Apollo 17 Harrison Schmitt oraz pisarz Andy Weir (spotkanie z nim zostało przeprowadzone zdalnie). 
Zwycięzcy:
- I miejsce: USST, Kanada

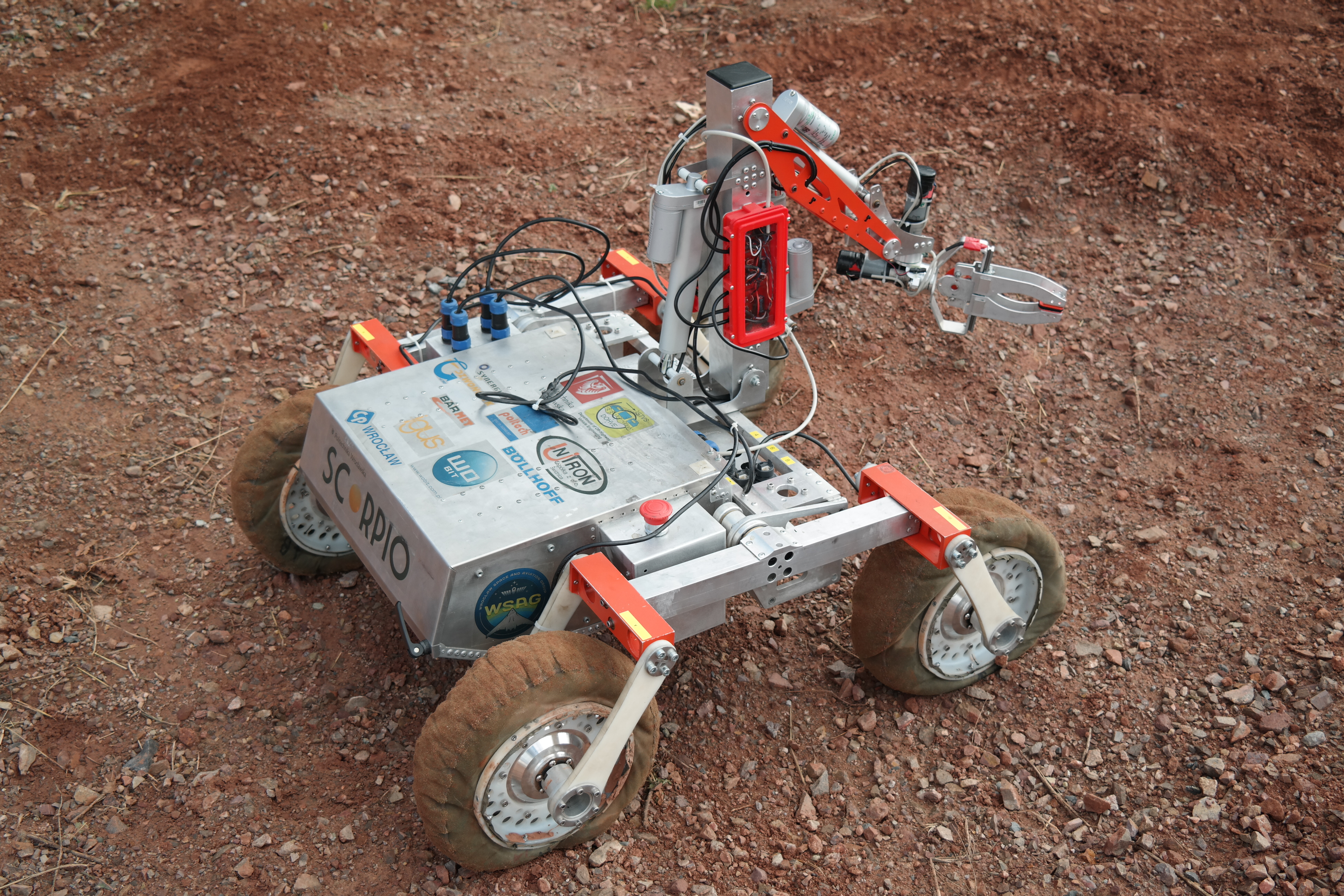
Zdobywca I miejsca ERC 2014, Scorpio IV

- II miejsce: Next, Białystok, Polska

- III miejsce: McGill Robotics, Kanada

### III edycja (10–12 września 2016)
W 2016 roku zawody rozegrały się w Jasionce k. Rzeszowa. Do rywalizacji stanęły 23 drużyny, m.in. z: Polski (15 zespołów), Australii, Kanady, Bangladeszu, Indii, Turcji i Nepalu.
Ważnym wydarzeniem w ramach ERC była polska część debaty obywatelskiej nad przyszłością eksploracji przestrzeni kosmicznej, zorganizowana przez Europejską Agencję Kosmiczną. Debata odbyła się jednocześnie w 22 krajach, wzięło w niej udział 2 tys. osób, na co dzień niemających nic wspólnego z sektorem kosmicznym. Poruszono w niej tematy, m.in.: eksploatacji przestrzeni kosmicznej, wykorzystaniu jej bogactwa, czy rosnącym zanieczyszczeniu kosmosu. Jej celem było zbadanie opinii publicznej, a uzyskane wyniki miały być wzięte pod uwagę przy opracowywaniu przez ESA strategii przyszłych działań.
Zwycięzcy:
- I miejsce: Raptors, Polska
- II miejsce: Impuls, Polska
- III miejsce: McGill Robotics, Kanada

### IV edycja (14–15 września 2018)
Czwarta edycja European Rover Challenge została zorganizowana w Starachowicach, na terenie Muzeum Przyrody i Techniki. W 2018 roku w rywalizacji w Starachowicach udział wzięło 35 drużyn z 20 krajów. IV edycji zawodów towarzyszyła największa w historii ERC Strefa Pokazów Naukowo-Technologicznych, która przyciągnęła ponad 25 000 odwiedzających. Wśród gości znaleźli się: astronauta Tim Peake, Artemis Westenberg – prezes Explore Mars, Gianfranco Visentin – kierownik działu automatyki i robotyki ESA i Maria Antonietta Perino – szefowa zaawansowanych projektów eksploracyjnych w firmie Thales Alenia Space.
Po raz pierwszy zawodom towarzyszyła Formuła Pro – przeznaczona dla profesjonalistów sektora kosmicznego i konstruktorów robotów kosmicznych, którzy bez udziału w zawodach chcieli przetestować działanie swoich konstrukcji na Torze Marsjańskim.
Zwycięzcy:
- I miejsce: Impuls, Polska
- II miejsce: Raptors, Polska
- III miejsce: Robotics for Space Exploration, Kanada
- Wyróżnienie jury: RoverOva, Czechy

### V edycja (13–15 września 2019)
Zawody ERC w 2019 odbyły się na terenie Politechniki Świętokrzyskiej w Kielcach. Do udziału w zawodach zakwalifikowało się ponad 40 drużyn.
Zwycięzcy:
- I miejsce: Impuls, Politechnika Świętokrzyska, Kielce, Polska
- II miejsce: Akademia Górniczo-Hutnicza, Kraków, Polska
- III miejsce: Uniwersytet Techniczny w Ostrawie, Czechy

Piątej edycji zawodów towarzyszyła Konferencja Mentoringowo-Biznesowa, w której udział brali przedstawiciele sektora kosmicznego z Polski, Europy i świata, w tym: Steve Jurczyk, Associate Administrator NASA, Maria Antonietta Perino z Thales Alenia Space, Gianfranco Visentin i Pantelis Poulakis z ESA i Artemis Westenberg z Explore Mars Europe.

### VI edycja (11–13 września 2020)
Szósta edycja ERC odbyła się na terenie Politechniki Świętokrzyskiej w Kielcach. Do udziału w zawodach zgłosiło się ponad 60 drużyn z całego świata. Edycja 2020 była pierwszą, która odbyła się w formule zdalnej. Zawody przeprowadzono przy użyciu platformy Freedom Robotics oraz łazików mobilnych Leo Rover.
Zwycięzcy:
- I miejsce: ERIG e.V., Niemcy
- II miejsce: RoverOva, Czechy
- III miejsce (ex aequo): DJS Antariksh, Indie oraz Robocol, Kolumbia

Przyznano również nagrody dodatkowe:
- Best Design Award: Best Design: AGH Space Systems, Polska
- Best Design Award: Best Docs: STAR Dresden e.V., Niemcy
- Best Design Award: Best Science Design: ERIG e.V., Niemcy
- Wyróżnienie Best Autonomy Navigation: RoverOva, Czechy
- Wyróżnienie Best Scientists: METU Rover, Turcja
- Wyróżnienie Best Science Planning: DJS Antariksh, Indie
- Wyróżnienie Best Planetary Map: Robocol, Kolumbia
- Wyróżnienie Best Analysis: RoverOva, Czechy
- Wyróżnienie Best Dexterity: RoboClyde, Wielka Brytania
- Wyróżnienie Best Presentation: AGH Space Systems, Polska
- Nagroda specjalna Mathworks: SKA Robotics, Polska

Edycja 2020 jako pierwsza transmitowana była na żywo na stronie internetowej organizatora w trakcie trzech dni trwania wydarzenia. Gośćmi konferencji branżowej ERC2020 byli m.in.:
- Natalia Lemarquis – United Nations Office for Outer Space Affairs Space4Women;
- Giuliana Rotola – European Southern Observatory; International Space University;
- Maria-Gabriella Sarah – European Space Agency;
- Gianfranco Visentin – European Space Agency;
- Douglas Terrier – National Aeronautics and Space Administration;
- Pascale Ehrenfreund – International Astronautical Federation; Space Policy Institute;
- Ken Davidian – Federal Aviation Administration.

### VII edycja (10–12 września 2021)
Siódma edycja ERC odbyła się na terenie Politechniki Świętokrzyskiej w Kielcach. Edycja 2021 była pierwszą, która odbyła się w dwóch formułach: zdalnej i stacjonarnej.
Zwycięzcy:
- I miejsce (formuła stacjonarna): Impuls Team, Polska
- II miejsce (formuła stacjonarna): ITU Rover Team, Turcja
- III miejsce (formuła stacjonarna): EPFL Xplore, Szwajcaria
- I miejsce (formuła zdalna): DJS Antariksh, Indie
- II miejsce (formuła zdalna): ERIG, Niemcy
- III miejsce (formuła zdalna): RoboClyde, Wielka Brytania

Przyznano również nagrody dodatkowe:
- Best Navigation (formuła stacjonarna): AGH Space Systems, Polska
- Best Maintenance (formuła stacjonarnae): ITU Rover Team, Turcja
- Best Science (formuła stacjonarna): EPFL Xplore, Szwajcaria
- Best Probing (formuła stacjonarna): EPFL Xplore, Szwajcaria
- Best Presentation (formuła stacjonarna): AGH Space Systems, Polska
- Best Navigation (formuła zdalna): DJS Antariksh, Indie
- Best Maintenance (formuła zdalna): ERIG, Niemcy
- Best Science (formuła zdalna): DJS Antariksh, Indie
- Best Presentation (formuła zdalna): Mars Rover Manipal, Indie

Podczas trzydniowej transmisji z wydarzenia wystąpili między innymi:
- Robert D. Cabana – NASA Associate Administrator;
- Robert Zubrin – Mars Society, Pioneer Astronautics;
- Annalisa Donati – EURISY;
- Chris Welch – International Space University;
- Maria Antonietta Perino – Thales Alenia Space;
- Grzegorz Wrochna – Polska Agencja Kosmiczna;
- Artemis Westenberg – Explore Mars Europe.

### VIII edycja (9-11 września 2022)
Ósma edycja ERC odbyła się na terenie Politechniki Świętokrzyskiej w Kielcach. Tak jak w poprzednim roku, edycję tę przeprowadzono w dwóch formułach: zdalnej i stacjonarnej. W ERC 2022 uczestniczyło 30 drużyn z całego świata.
Zwycięzcy:
- I miejsce (formuła stacjonarna): AGH Space Systems, Polska
- II miejsce (formuła stacjonarna): EPFL Xplore, Szwajcaria
- III miejsce (formuła stacjonarna): ITU Rover Team, Turcja
- I miejsce (formuła zdalna): DJS Antariksh, Indie
- II miejsce (formuła zdalna): Mars Rover Manipal, Indie
- III miejsce (formuła zdalna): Project RED, Włochy

Przyznano również nagrody dodatkowe:
- Wyróżnienie Navigation (formuła stacjonarna): EPFL Xplore, Szwajcaria
- Wyróżnienie Navigation (formuła zdalna): IIT Bombay Mars Rover Team, Indie
- Wyróżnienie Maintenance (formuła stacjonarna): Frankfurt Robotics Science Team (FROST), Niemcy
- Wyróżnienie Maintenance (formuła zdalna): Mars Rover Manipal, Indie
- Wyróżnienie Science (formuła stacjonarna): ERIG, Niemcy
- Wyróżnienie Science (formuła zdalna): Mars Rover Manipal, Indie
- Wyróżnienie Probing: STAR Dresden, Niemcy
- Wyróżnienie Presentation (formuła stacjonarna): ITU Rover Team, Turcja
- Wyróżnienie Presentation (formuła zdalna): Mars Rover Manipal, Indie

### IX edycja (15–17 września 2023)
Dziewiąta edycja ERC odbyła się na terenie Politechniki Świętokrzyskiej w Kielcach. W finale brało udział 35 drużyn akademickich: 20 z nich rywalizowało stacjonarnie, a 15 łączyło się zdalnie.
Zwycięzcy:
- I miejsce (formuła stacjonarna): AGH Space Systems, Polska
- II miejsce (formuła stacjonarna): FHNW Rover Team, Szwajcaria
- III miejsce (formuła stacjonarna): EPFL Xplore, Szwajcaria
- I miejsce (formuła zdalna): Makercie, Holandia
- II miejsce (formuła zdalna): DJS Antariksh, Indie
- III miejsce (formuła zdalna): Project RED, Włochy

Przyznano również nagrody dodatkowe:
- Wyróżnienie Navigation (formuła stacjonarna): AGH Space Systems, Polska
- Wyróżnienie Navigation (formuła zdalna): Project RED, Włochy
- Wyróżnienie Maintenance (formuła stacjonarna): EPFL Xplore, Szwajcaria
- Wyróżnienie Maintenance (formuła zdalna): CRISS Robotics, Indie
- Wyróżnienie Science (formuła stacjonarna): Beyond Robotics, Grecja
- Wyróżnienie Collection & Probing: FHNW Rover Team, Szwajcaria
- Wyróżnienie Presentation (formuła stacjonarna): Imperial Planetary Robotics Lab, Wielka Brytania
- Wyróżnienie Presentation (formuła zdalna): Makercie, Holandia